# Levanto
Levanto é uma comuna italiana da região da Ligúria, Província da Spezia, com cerca de 5 574 habitantes. Estende-se por uma área de 37 km², tendo uma densidade populacional de 151 hab/km². Faz fronteira com Bonassola, Borghetto di Vara, Carrodano, Framura, Monterosso al Mare, Pignone.
Pertence à rede das Cidades Cittaslow.

## Demografia
| Variação demográfica do município entre 1861 e 2011                               |
|                                                                                   |
| Fonte: Istituto Nazionale di Statistica (ISTAT) - Elaboração gráfica da Wikipedia |